# Ribeirão Piaba
Ribeirão Piaba är ett vattendrag i Brasilien.   Det ligger i delstaten Mato Grosso do Sul, i den södra delen av landet, 700 km sydväst om huvudstaden Brasília.
Omgivningarna runt Ribeirão Piaba är huvudsakligen savann. Trakten runt Ribeirão Piaba är nära nog obefolkad, med mindre än två invånare per kvadratkilometer.